# Loop (filme)
Loop é um filme brasileiro de 2021, do gênero ficção científica e suspense dramático, dirigido e escrito por Bruno Bini.  Conta com Bruno Gagliasso e Bia Arantes nos papéis principais em uma história de viagem no tempo.

## Sinopse
Daniel (Bruno Gagliasso), após a morte de sua namorada, torna-se obcedado pela ideia de voltar no tempo para tentar evitar a tragédia. Por conta de sua obsessão, ele mergulha em ideias de viagem no tempo se isolando até que um dia aparece uma solução. Daniel abre mão de seu futuro para poder voltar ao passado. Agora, ele precisa achar uma solução para salvar a vida de Maria Luiza (Bia Arantes), porém descobre que será mais difícil do que ele esperava.

## Elenco
- Bruno Gagliasso como Daniel Moretto
- Bia Arantes como Maria Luiza
- Branca Messina como Simone Moretto
- Nikolas Antunes como Joaquim
- Lis Luciddi como Débora Moretto
- Roberto Birindelli como Delegado Roberto
- Zé Carlos Machado como Pedro
- Tatiana Horevicht como Esther Malafaia
- Rodrigo Neumann como Rogério Alencastro
- Marie Paquim como Fátima
- Luciano Bertoluzzi como Médico
- Romeu Benedicto como Júlio
- Marcos Radeliski Bay como Daniel Moretto (criança)
- Aline Muniz Zorzo como Simone Moretto (criança)

## Recepção

### Recepção dos críticos
À época da sua primeira exibição, em novembro de 2019 no Festival de Brasília do Cinema Brasileiro, Loop dividiu opiniões. Leonardo Rezende do Jornal de Brasília afirmou que o filme é "um ótimo esforço do cinema brasileiro", "resultado de um cinema inventivo e interessante". Para Tiago Belotti, (CBN) 'Loop' tem "elenco fortíssimo, ótimo controle de câmera e excelente fotografia". Já Sarah Lyra, em sua crítica ao site AdoroCinema, escreveu: "De maneira geral, Loop é um filme que já vimos antes. Uma mistura de Efeito Borboleta com O Homem do Futuro, o longa de Bruno Bini se diferencia em alguns pontos, como ao adotar um tom mais depressivo e sombrio."
Mais tarde, durante exibições em Portugal, 'Loop' foi bem recebido. O site Vivente Andante classificou o filme como "um belo exemplar de ficção científica" e João Pinto, do Portal Cinema afirmou que "se este filme marca o início da campanha do Brasil nos grandes filmes sci-fi, então podemos presumir que a jornada que se avizinha será promissora."
Em 2021, durante seu lançamento comercial, a crítica nacional novamente se debruçou sobre 'Loop'. Jorge Cruz Jr., do site Apostila do Cinema, escreveu: "Quando encontra a estrada para a solução dos conflitos, “Loop” é eficaz na proposta de relacionar causas e consequências na constante maneira com a qual Daniel busca, de forma incessante, uma segunda oportunidade. Uma conclusão um pouco atravessada ao expor o mistério por trás daquele leque de personagens, mas ainda assim o suficiente para nos convencer. (...) mais um bom exemplar de um gênero que, por depender da criatividade, casa bem com algumas propostas do cinema brasileiro contemporâneo."

## Principais prêmios e indicações
- Festival de Cinema de Brasília (2019)

Troféu Candango de Melhor Filme (INDICADO)
- Los Angeles Brazilian Film Festival (2020)

Melhor Ator para Bruno Gagliasso (VENCEU)
- Manchester International Film Festival (2020)

Melhor Filme do Festival (VENCEU)
Melhor Atriz para Branca Messina (VENCEU)
Melhor Edição para Bruno Bini (VENCEU)
- Festival de Filme e Vídeo de Cuiabá (2021)

Melhor Filme (voto público) (VENCEU)
- Fixion Fest (2021)

Melhor Edição para Bruno Bini (VENCEU)
Melhor Cinematografia para Ulisses Malta Jr. (VENCEU)
[carece de fontes?]